# Roland Kirchler
Roland Kirchler (* 29. September 1970 in Innsbruck) ist ein ehemaliger österreichischer Fußballspieler auf der Position eines Mittelfeldspielers und war vom 17. Oktober 2012 bis 16. Dezember 2013 Trainer des damaligen österreichischen Fußball-Bundesligisten Wacker Innsbruck.

## Karriere
Roland Kirchler begann seine Karriere bei der WSG Swarovski Wattens. Seine erste Bundesligastation war beim FC Swarovski Tirol, wo er 1990 einen Vertrag unterschrieb. Seine größten Erfolge feierte er bei FC Tirol Innsbruck, mit dem er von 2000 bis 2002 dreimal österreichischer Meister wurde. In dieser Zeit kam er nach zwei Einsätzen 1993 und 1996 in der Nationalmannschaft ab 1999 bis 2001 nun auch erstmals regelmäßig zum Zug.
Bis zum Konkurs und der Vereinsauflösung der Rot-Grünen 2002 blieb er den Tirolern treu, nach einem halbjährigen Abstecher in die chinesische Fußballliga wechselte er zum SV Austria Salzburg. Nach einem Jahr in Salzburg übersiedelte er zum FC Superfund nach Pasching. Nachdem Roland Kirchler nach seiner Rückkehr nach Österreich von 2003 bis 2005 nun auch wieder Stammspieler in der Nationalmannschaft wurde, wechselte er zum Start der Saison 2005/06  zum FC Red Bull Salzburg. Nachdem er unter Giovanni Trapattoni kaum mehr Einsätze hatte, war er ab dem Frühjahr 2007 für den SCR Altach tätig.
Mit Ende der Saison 2007/08 stieg Roland Kirchler ins Trainergeschäft ein. Gemeinsam mit Robert Wazinger leitete er als Spielertrainer das sportliche Geschick vom österreichischen Regionalligisten WSG Swarovski Wattens. In der Saison 2008/09 wurde der Vizemeistertitel in der Regionalliga West erreicht. Ab dem Jahr 2010 war er dort nur mehr als Trainer tätig und erreichte auch in der Saison 2009/10 den Vizemeistertitel. 2010/11 berechtigte der Vizemeistertitel zu Relegationsspielen für den Aufstieg in die zweitklassige Erste Liga, die WSG Swarovski Wattens scheiterte aber an Blau-Weiß Linz. In der Saison 2011/2012 erreichte er mit der WSG Swarovski Wattens ohne Niederlage den Meistertitel, scheiterte aber erneut in der Relegation um den Aufstieg in die Heute für Morgen Erste Liga klar am SV Horn aus Niederösterreich (Gesamtscore 1:9).
Im Oktober 2012 folgte er Walter Kogler als Cheftrainer des FC Wacker Innsbruck nach. Das erste Spiel unter Kirchler gewann der FC Wacker mit 1:0 gegen die SV Ried. Es war der erste Sieg der Innsbrucker nach sieben Niederlagen in Folge, dem weitere Siege gegen die SV Mattersburg, den SC Wiener Neustadt (Meisterschaft) und den SK Sturm Graz (Cup) folgten. Mit dem Spiel gegen Wr. Neustadt wurde zudem die rote Laterne an ebendiesen abgegeben.
In einem denkwürdigen und überaus dramatischen Saisonfinale, in dem vier Mannschaften in den Abstiegskampf verwickelt waren, siegten die Innsbrucker am 26. Mai 2013 nach einem scheinbar aussichtslosen 0:2-Rückstand noch 3:2 in Wolfsberg und verurteilten damit den SV Mattersburg zum Abstieg, der nach der 35. Runde noch auf dem siebten Platz gelegen war.
In der Schlussphase des letzten Saisonspiels hatte Roland Kirchler dem vierten Offiziellen Markus Hameter aber einen Stoß versetzt und wurde daher am 3. Juni vom Bundesliga-Strafsenat mit einer Funktionssperre für einen Monat belegt und zudem zu einer Geldstrafe von 10.000 Euro verurteilt, die Hälfte davon wurde auf sechs Monate bedingt nachgesehen.
Die Herbstsaison 2013 verlief für den Innsbrucker Traditionsklub aber wenig erfreulich, nach 20 Spielen hatte Wacker nur magere 16 Punkte auf dem Konto. Der Verein entließ daher Roland Kirchler am 16. Dezember 2013.
Ende August 2014 wurde er als Tiroler Fußball-Koordinator vorgestellt, sein Vertrag lief bis 2017. Er sollte als Bindeglied zwischen FC Wacker Innsbruck, der WSG Wattens und der Tiroler Fußballakademie agieren.
Anfang Juni 2023 bestellte ihn der SCR Altach zum neuen Sportdirektor. Kirchlers engagement in Vorarlberg endete mit der Saison 2024/25 nachdem der Klassenerhalt sichergestellt wurde. Wenige Wochen später unterschrieb er als Sportdirektor beim 2.Liga Aufsteiger SV Austria Salzburg.